# مدن الضجر (رواية)
مدن الضجر، رواية صدرت في عام 2020 للكاتب نادر منهل حاج عمر هو روائي ومهندس مدني وباحث في الفلسفة الإسلامية والغربية. ولد في مخيم اليرموك للاجئين الفلسطينيين في دمشق عام 1978. توجت الرواية بجائزة كتارا للرواية العربية عن فئة الروايات المنشورة 2020.

## عن الرواية
الرواية تحكي قصة شاب من غزة يغادر وطنه ويخوض رحلة حياة في سوريا، حيث يواجه الإخفاقات والخيبات والغربة، مما يجعله يدرك أن الحلول الفردية لا تؤدي إلى الخلاص، ويتأكد من قيمة الوطن. تتداخل أحداث الرواية مع قضايا الوطن والحياة والحب، مبرزة الأشواق والعذابات في مشاهد تعاطي الحياة في الشرق. الناقد عبد المجيد الويس وصف الرواية بأنها مأساة وطنية، تعبر عن ألم وجعلة وغصة في قلوب العرب.
«أنا لا أحبك، أنا أحب الحياة فيك، وأحب الحياة بك، وأحب الحياة معك، وأحب الحياة منك، وأحب الحياة لك، وأحب الحياة إليك»
«الحب ليس مجرد شعور، بل هو فن، والفن ليس مجرد موهبة، بل هو تعلم، والتعلم ليس مجرد حفظ، بل هو فهم، والفهم ليس مجرد عقل، بل هو قلب»
«المدن لا تموت، بل تتغير، والتغيير لا يعني النهاية، بل البداية، والبداية لا تعني النسيان، بل التذكير، والتذكير لا يعني الحزن، بل الفرح»

## قصة الرواية

### بداية الرحلة
كان هناك شاب يعيش في غزة، تنفس هواء البحر المنعش واستمتع برمال الشاطئ الذهبيّ، ولكن قلبه حمل حملاً ثقيلاً من التحديات والصعوبات. توجّبت عليه الرغبة في تحقيق حياة أفضل الرحيل خارج أرضه الحبيبة.
أُخذ الشاب بوحي من حلمه بمستقبل أفضل، وبينما كان يترك غزة خلفه، شعر بخليط من المشاعر يمتزج بين الفرح والحزن. كانت هناك أملاً كبيراً في قلبه وتوقعات لحياة جديدة في أرض جديدة.
كانت رحلته إلى سوريا مليئة بالتحديات والمغامرات. اصطدم بواقع غير مألوف، حيث كانت اللغة والثقافة تشكلان تحديات أولى. كان عليه التأقلم مع محيط جديد وبناء هويته في ظل ظروف غير مألوفة. وفي هذه البيئة الجديدة، بدأ يرسم لنفسه لوحة جديدة من الحياة، حاملاً معه ذكريات غزة وأملًا في مستقبل أفضل.
كان الشاب يستكشف طرق الحياة في سوريا، يلتقي بأشخاص جدد ويخوض تجارب غنية. وفي تلك اللحظات، كان يحمل معه فهمًا أعمق للحياة ويكتسب تجارب قيّمة. وهكذا، بدأت رحلته تشكّل لوحة فنية ملونة، حيث كانت البداية تحمل وعودًا مثيرة لمستقبله في هذا العالم الجديد.

### تحديات وأحلام
في أراضي سوريا، تحوّلت حياة الشاب إلى سلسلة من التحديات والأحلام. بين لحظات الفرح والإشباع واللحظات الصعبة التي تعلّم فيها دروسًا جديدة، بنى لنفسه مسارًا مليئًا بالتجارب المثيرة.
استمر الشاب في التكيف مع الحياة الجديدة، مواجهًا صعوبات اللغة والثقافة. كانت البدايات صعبة، لكنه بسرعة أدرك أن تلك التحديات هي جزء لا يتجزأ من رحلة النمو الشخصي. تعلّم لغة جديدة وتشكّلت صداقات قوية، فأصبح يشعر بالانتماء إلى هذا الواقع الثاني.
في هذه اللحظات، كانت أحلامه تأخذ شكلًا واقعيًا أكثر. ابتدأ في وضع خطط لمستقبله، يحلم بتحقيق أهدافه ومساهمة في المجتمع الذي اختار الاستقرار فيه. ورغم تنوّع التحديات، كان يمتلك الإصرار والعزيمة لتحويل تلك الأحلام إلى حقائق يومية.
تجاوز الشاب الصعوبات بتفاؤل وإيمان بأن الحياة تحمل له الكثير من الفرص. اكتسب خبرات تعلّمها من التفاعل مع هذا السياق الجديد، وكل تحدي أسهم في بناء شخصيته وتقوية عزيمته.

### الغموض في الغربة
مع مرور الوقت، بدأ الشاب يشعر بالغموض الذي يحيط بحياته في الغربة. شعور بالفقدان أصبح وكأنه جزء لا يتجزأ من رحلته، حيث فقد مجموعته المحور، عائلته البديلة التي كانت دعمًا قويًا في أوقات الصعوبات.
غاب المحور، وبدأت تتبدد الصورة الزاهية لحياته في سوريا. كان الشاب يواجه تحديات الوحدة والغموض، حيث أصبح يبحث عن معنى جديد للانتماء والهوية. فقدان العائلة البديلة أضفى على حياته لمسة من الألوان الداكنة، وأصبح يدرك تأثيرها على نظرته للعالم.
في تلك اللحظات، بدأت الحياة تظهر له بشكل أكثر قسوة ووحشية. الضعف والوهن تداخلوا مع الغربة والإعياء، وكأنه يمشي على أرض رخوة وقدمان ضعيفتان. تلاشت الآمال السابقة، وظهر واقع يمتلئ بالقسوة والغربة.
ملأ حضوره اللغز فضاءاته كأنه كان يبحث عن شيء فقد، وتوقفت عجلة البحث حين وجد نفسه وحيدًا في وسط لغزه العجيب. لقد كان عليه البحث عن معنى الغياب، وكيف يمكن للإنسان الدخول في فراغ الغياب دون أن يفقد جزءًا كبيرًا من ذاته.

### نهاية الرحلة
في لحظة من الوقت، تلاشت الآمال وتبخرت الأحلام، فأدرك الشاب أنه يجب عليه التصالح مع الغياب والوحدة. بينما يمشي في طريقه الوعر، أصبحت لديه لحظات تفكير عميق حول كيفية التعايش مع المجهول.
كانت عيونه تعكس مشاهد الرحيل والهموم، فكان عليه أن يتعلم كيف يكون موجودًا في غياب، كيف يبني من جديد هويته في ظل الضياع. وفي تلك اللحظات الصعبة، اندمج الشاب مع الجذور العميقة للحياة، بحثًا عن القوة والإلهام ليستمر في رحلته.
على الرغم من الألم والغموض، بدأ يستوعب أن الغياب ليس نهاية القصة، بل بداية لفصل جديد. وفي لحظة من التأمل، اكتشف أن الوطن لا يقتصر على الأرض الجغرافية، بل هو حالة ذهنية وروحية. اكتشف قوة الحاضر وكيف يمكن للفرد أن يكون متواجدًا حتى في غياب الأماكن الجغرافية.
وهكذا، اندمج الشاب مع جوهر الحياة، وبدأ يبني وطنًا جديدًا في داخله. كانت نهاية رحلته هي بداية لفهم عميق للوجود والانتماء. وفي هذا الاكتشاف، وجد السلام والراحة الحقيقية، حيث أصبح يعيش بكل وعي وقوة في لحظة الحاضر، بعيدًا عن ضياع الماضي وغموض المستقبل.
وكما انطلق في رحلته الأصلية بأمل وتطلع، انطلق الآن ليبني مستقبله بثقة ويقود رحلته نحو فهم أعمق لمعنى الحياة والوجود. وهكذا، انتهت رحلته الشاقة بابتسامة تعكس إيمانه بأن كل نهاية هي بداية جديدة.

## الشخصيات

### الشخصيات الرئيسية
1.عبد الحليم: البطل الرئيسي للرواية، شاب فلسطيني يحلم بالسفر والتحرر من قيود غزة، يدرس الهندسة في دمشق ويتعرف على أصدقاء وحبيبات يفقدهم في ظروف مختلفة.
2.حياة: حبيبة عبد الحليم الأولى، فتاة سورية جميلة ومتمردة، تختفي فجأة بعد أن تعلن عن حملها منه وتتركه في حيرة وحزن.
3.جابر: صديق عبد الحليم المقرب، شاب فلسطيني من مخيم اليرموك، يعمل في مجال الصحافة والتصوير، يقع في حب رقية ويختفي أيضا بعد أن يتورط في قضية سياسية.
4.رقية: صديقة عبد الحليم وحبيبة جابر، فتاة سورية من الريف، تعمل في مجال الترجمة والتدريس، تعاني من مشاكل عائلية واجتماعية، تحاول البقاء على اتصال مع عبد الحليم والبحث عن جابر.
5.عبد الرحيم: شقيق عبد الحليم الأكبر، يعيش في الكويت ويعمل في مجال النفط، يعود إلى سوريا بعد غزو العراق للكويت ويساعد عبد الحليم في ترتيب حياته.

## جوائز
توجت الرواية بجائزة كتارا للرواية العربية في فئة "الروايات المنشورة" 2021.